# Suctori
Els Suctoria són ciliats sèssils que s'alimenten per digestió extracel·lular i en la fase adulta no tenne cilis. Anteriorment es creia que s'alimentaven per succió i d'aquí ve el seu nom de Suctoria. De fet tenen microtúbuls especialitzats per entrampar i manipular les seves preses. Tant es troben en ambients d'aigua dolça com marins, típicament s'alimenten d'altres ciliats tenen extrusomes tòxics anomenats aptocists. La majoria de suctorians tenne una mida de 15-30 μm i sovint una lorica o closca.
Els Suctoria es reprodueixen principalment per gemmació, també ho poden fer per conjugació. Entre els Suctoria hi ha els ordres Exogenida, que inclouen gèneres com Podophrya i Sphaerophrya, entre els Endogenida, es troben per exemple, els gèneres Tokophrya i Acineta i els Evaginogenida que són els que es formen en un saquet que s'inverteix abans que s'alliberin.